# حركة استقلال وحياد سويسرا
حركة استقلال وحياد سويسرا (بالألمانية: Aktion für eine unabhängige und neutrale Schweiz)‏ واختصارها AUNS، هي منظمة سياسية في سويسرا تدعم استقلال وحياد سويسرا.

## تاريخ
تأسست الحركة المعروفة اختصارا باسم AUNS في 19 يونيو 1986، من لجنة أنشأت للاعتراض على عضوية سويسرا الأمم المتحدة، بعد فترة وجيزة من فشل الاستفتاء على عضوية سويسرا بالأمم المتحدة. مؤسسوها هم كريستوف بلوخر من حزب الشعب السويسري، وأوتو فيشر من الحزب الديمقراطي الحر. 
حققت الحركة العديد من النجاحات في الساحة السياسية السويسرية. فعارضت بنجاح تنظيم الاستفتاءات حول إلغاء الجيش (1989 و 2001)،  الانضمام إلى المنطقة الاقتصادية الأوروبية (1992)،  الانضمام إلى الاتحاد الأوروبي (2001)،  بالإضافة إلى العديد من الاستفتاءات الأخرى.  بالإضافة إلى ذلك، دعمت الحركة استفتاء الهجرة لعام 2014، والذي تم تمريره بفارق ضئيل.
من ناحية أخرى، فشلت حملاتها ضد مشاركة الجيش السويسري في بعثات الأمم المتحدة المسلحة لحفظ السلام (2001)،  وضد انضمام سويسرا للأمم المتحدة (2002)،  وضد المعاهدات الثنائية مع الاتحاد الأوروبي الموقعة في عامي 2000 و2004، ومعاهدة «الحق في التنقل» توجيه (2004)، ومعاهدة شنغن (2005)، وكذلك حملتها ضد دفع سويسرا لمليار فرنك سويسري إلى صندوق التماسك الأوروبي (2005).
اعتبارًا من عام 2014، كان لدى الحركة 30100 عضو، وهو عدد انخفض من 45000 في نهاية عام 2004.  منذ أبريل 2014، كان لوكاس ريمان رئيسًا للحركة، خلفًا لبيرمين شواندر.

## الهيكل التنظيمي
بينما تصف الحركة نفسها بأنها منظمة غير حزبية،  فقد ارتبطت ارتباطًا وثيقًا بحزب الشعب السويسري (SVP). فقد ترأسها كريستوف بلوخر العضو البارز في الحزب من عام 1986 إلى عام 2003، وهو الأمر المرتبط بقوة بصعود بلوخر إلى الهيمنة السياسية في السياسة السويسرية وصعود الشعبوية اليمينية التي نظمها حزب الشعب السويسري في التسعينيات والعقد الأول من القرن الحادي والعشرين.
لدى الحركة جناح شبابي يسمى الشباب من أجل سويسرا المستقلة والمحايدة أو باختصار JUNS.

## آراء الحركة
وفقًا لموقعها على الإنترنت، تدعم الحركة استقلال سويسرا وحيادها ونظام الديمقراطية المباشرة. تقف الحركة ضد عضوية سويسرا في الاتحاد الأوروبي وعضوييتها في حلف الناتو، وتدخل الجيش السويسري في الخارج، وكذلك أي خسارة للسيادة السويسرية. 
على موقعها على الإنترنت، تنأى الحركة بنفسها صراحةً عن العنصرية ومعاداة السامية والنازية الجديدة، بحجة أن أيديولوجيتها هي النقيض المباشر للاشتراكية القومية التي تهدف إلى تأسيس «إمبراطورية دكتاتورية». وتعتبر أن هدفها الأعلى لها هو «الاستقلال والحياد والديمقراطية المباشرة في سويسرا.» 

## الرؤساء
- كريستوف بلوخر (1986-2003)
- بيرمين شواندر (2004-2014)
- لوكاس ريمان (2014 إلى الوقت الحاضر)

## روابط خارجية
- الموقع الرسمي
- الموقع الرسمي للجناح الشبابي في الحركة نسخة محفوظة 8 نوفمبر 2022 على موقع واي باك مشين.